# Área de Conservação da Paisagem de Elva
A Área de Conservação da Paisagem de Elva é um parque natural situado no Condado de Tartu, na Estónia.
A sua área é de 1064 hectares.
A área protegida foi designada em 2016 para proteger as áreas e a natureza da freguesia de Elva e áreas adjacentes da freguesia de Nõo e Otepää.